# Сакатепек (футбольний клуб)
Спортивний клуб «Сакатепек» або просто «Сакатепек» (ісп. Club Atlético Zacatepec) — професійний мексиканський футбольний клуб з міста Сакатепек у штаті Морелос. Прізвисько — Виробники цукрової тростини. Клубні кольори — білий та зелений (кольори цукру та цукрової тростини). Форма: біла сорочка з великою зеленою лінією посередині, а також білі шорти та шкарпетки. Найуспішнішим періодом в історії клубу стали 1950-ті роки, коли «Сакатепек» двічі виграв Прімера Дивізіон (1954/55 та 1957/58). У сезоні 1958/59 років команда виграла кубок Мексики.
У 1950-х роках команду тренував Ігнасіо Трельєс — колишній професіональний мексиканський футболіст, який тренував національну збірну Мексики під час її виступів на чемпіонатах світу 1962 та 1966 років.

## Досягнення
- Прімера Дивізіон Мексики
  -  Чемпіон (2): 1954/55, 1957/58
  -  Срібний призер (1): 1952/53

- Кубок Мексики
  -  Володар (2): 1956/57, 1958/59
  -  Фіналіст (2): 1957/58, 1970/71

- Чемпіон чемпіонів
  -  Володар (1): 1958

- Ascenso MX (Перший дивізіон чемпіонату Мексики)
  -  Срібний призер (3):  1998 (Верано), 1999 (Інверно), 2019 (Апертура)

- Сегунда Дивізіон Мексики
  -  Чемпіон (5): 1950/51, 1962/63, 1969/70, 1977/78, 1983/84
  -  Срібний призер (2): 1968/69, 1991/92

## Відомі гравці
До списку потрапили футболісти, про яких існує стаття в українській вікіпедії
- Даміан Альварес Аркос
- Франсіско Ернандес
- Рауль Карденас
- Орасіо Касарін
- Пабло Ларіос
- Хоакін Мартінес
- Сігіфредо Меркадо
- Еліас Муньос
- Габріель Нуньєс
- Роберто Нурсе
- Маріо Перес Пласенсія
- Ігнасіо Родрігес
- Хосе Антоніо Рока
- Ернесто Сіснерос
- Херардо Флорес
- Хав'єр Фрагосо
- Антоніо Хассо
- Херман Аранхіо
- Антоніо Мохамед
- Гарольд Воллес
- Амадо Гевара
- Данте Лопес
- Рубен Руїс Діас

## Відомі тренери
- Ігнасіо Трельєс (1950–51), (1954–58)
- Антоніо Мохамед (2003–2004)
- Ігнасіо Родрігес (2014–2015)
- Хоель Санчес (2015)